# Emil Ciocoiu
Emil Ciocoiu (* 13. September 1948 in Șasa bei Târgu Jiu, Rumänien; † 1. August 2020 in Aachen) war ein rumänischer Maler.

## Leben und Wirken
Nach seinem Abitur studierte Ciocoiu von 1968 bis 1974 Bildende Kunst am Institut der Schönen Künste „Nicolae Grigorescu“ in Bukarest. Anschließend vertiefte er sein Studium mit der Förderung durch ein „Theodor Aman-Stipendium“ und wurde 1976 Mitglied in der „Union Rumänischer Künstler“.
Wegen der politischen Verhältnisse unter Nicolae Ceaușescu trat Ciocoiu aus dem Künstlerverband aus und verließ 1980 Rumänien. Er zog nach Aachen, wo er sein eigenes Atelier aufbaute und sich 1983 dem Bundesverband Bildender Künstlerinnen und Künstler anschloss. In den nächsten Jahrzehnten verschaffte sich Ciocoiu mit seinen Werken internationale Anerkennung und erhielt Einladungen zu zahlreichen europaweiten Ausstellungen. 
Eine Herzensangelegenheit für Ciocoiu war jedoch nach der Rumänischen Revolution von 1989 die Kontaktaufnahme zu seinem Heimatland, um nach dem Umbruch des Landes zum kulturellen Einfluss Rumäniens in der Welt beizutragen. Im Jahr 2008 erhielt er daraufhin die Genehmigung für eine Wanderausstellung in Rumänien mit eigenen Werken, die in mehreren bedeutenden Galerien und in der Zentralbibliothek der Universität Bukarest Station machte. Im gleichen Jahr folgte eine Einladung nach Paris zu einer Ausstellung über zeitgenössische rumänische Malerei unter der Schirmherrschaft der rumänischen Botschaft in Frankreich und des rumänischen Kulturinstituts in Paris. Diese Veranstaltung war von der „Taylor Foundation“ und dem Verein „Soleil de l’Est“ organisiert worden und brachte 43 zeitgenössische rumänische Maler zusammen. Zwei Jahre später organisierte die rumänische Botschaft in Berlin sowohl eine Ausstellung mit Ciocoius Werken im Botschaftsgebäude als auch in der Königlichen Galerie im Schloss Peleș in Sinaia.
Seit 2010 gehörte Ciocoiu zu dem Kreis der international bekannten rumänischen Künstler, die regelmäßig am „Zarva-Festival“ in De Kopermolen im niederländischen Ort Vaals teilnahmen.
Ciocoiu starb am 1. August 2020 in Aachen und fand seine letzte Ruhestätte auf dem Aachener Waldfriedhof. Er war verheiratet mit der Rumänin Rodica-Daniela Ciocoiu, Violinistin im Sinfonieorchester Aachen.

## Werke (Auswahl)
Ciocoiu bevorzugte bei seinen Arbeiten die Aquarell- und Ölmalerei sowie die Malerei mit Acrylfarben auf Holz. Darüber hinaus beschäftigte er sich mit der Glasmalerei und dem Kunstzeichnen. Seine Bilder sind dabei geprägt von Licht, Energie, Dynamik und Bewegung.
Sein Œuvre umfasste vor allem philosophische Themen zum Frieden und zur  Verständigung unter den Völkern, zum Verhältnis Mensch–Natur–Kosmos, sowie zum Judentum, Christentum, Islamismus und Buddhismus.
Ein Teil seiner Werke fand Aufnahme in renommierten Sammlungen, darunter in der Sammlung des Königshäuser von Jordanien und der Niederlande, in der Stadtgalerie von San Vincenzo, im Kunstmuseum der Stadt Bukarest und in der Chinesischen Nationalgalerie.
Ciocoiu wurde für sein künstlerisches Wirken mehrfach ausgezeichnet und erhielt unter anderem 1988 die Silbermedaille der Stadt Metz, 1995 die Auszeichnung „Ionel Jianu“ der Stadt Los Angeles und 1997 den Preis für Malerei auf der Internationalen Kunstmesse in Venturina.

## Ausstellungen (Auswahl)

### Einzelausstellungen
- 1975: Bukarest - Galerie der Stadt Bukarest
- 1981: Mailand, Galerie „Il Castello“
- 1986; Paris, Galerie „Garance“
- 1996; Bukarest, National Kunstmuseum
- 1997: Straßburg, Europäisches Parlament
- 2002: Brüssel, NATO-Hauptquartier
- 2003: Aachen, Aula Carolina, „Gemalte Verständigung“, anlässlich des Internationalen Friedenstreffens der Gemeinschaft Sant’Egidio[4]
- 2006: Brüssel, Europäische Kommission – Berlaymont-Gebäude
- 2008: Fürstentum Monaco
- 2010: Bukarest, Parlamentspalast
- 2013: Bukarest, Nationaltheater
- 2015: Wien, Galerie „Denkfabrik“
- 2016: Caprese Michelangelo, Michelangelo-Museum
- 2019: Brüssel, Berlaymont-Gebäude, anlässlich der rumänischen Präsidentschaft der Europäischen Union[5]

### Gruppenausstellungen
- 1975: Bukarest, Biennale für Malerei und Skulptur
- 1977: Berlin-Prag-Sofia-Budapest, Ausstellung rumänischer Kunst
- 1978: Tokio, Internationale Kunstmesse
- 1983–1989: Paris, „Société des Artistes Indépendants“
- 1984: Aachen, Suermondt-Ludwig-Museum
- 1985: Dallas, „Art Expo 85“
- 1986–1998: Paris, „Salon d`Automne“
- 1987: New York, Internationale Kunstmesse
- 1988: Metz, Internationale Kunstmesse
- 1990: Rom, „Arte Roma 90“
- 1990: Barcelona, „BIAF 90“
- 1992: Aachen, Rathaus, „Künstler für Europa“
- 1996: Peking, mit dem Ludwig Forum für Internationale Kunst
- 1999: Monte Carlo, Kunstmesse „MC Art“
- 2000: Hannover, Weltausstellung „EXPO 2000“
- 2002: San Remo, Internationale Ausstellung
- 2005: Mailand, Internationale Kunstmesse
- 2006: Innsbruck, Internationale Kunstmesse
- 2007: Celano, „Triennale Sakraler Kunst“
- 2008: Brüssel, Berlaymont Palais, Expo „Summa Artis“
- 2011: Vaals, „Kunst Route“
- 2014: Aachen, Rathaus,  „Karl der Große Jahr“[6]